# Faeton (nadwozie)

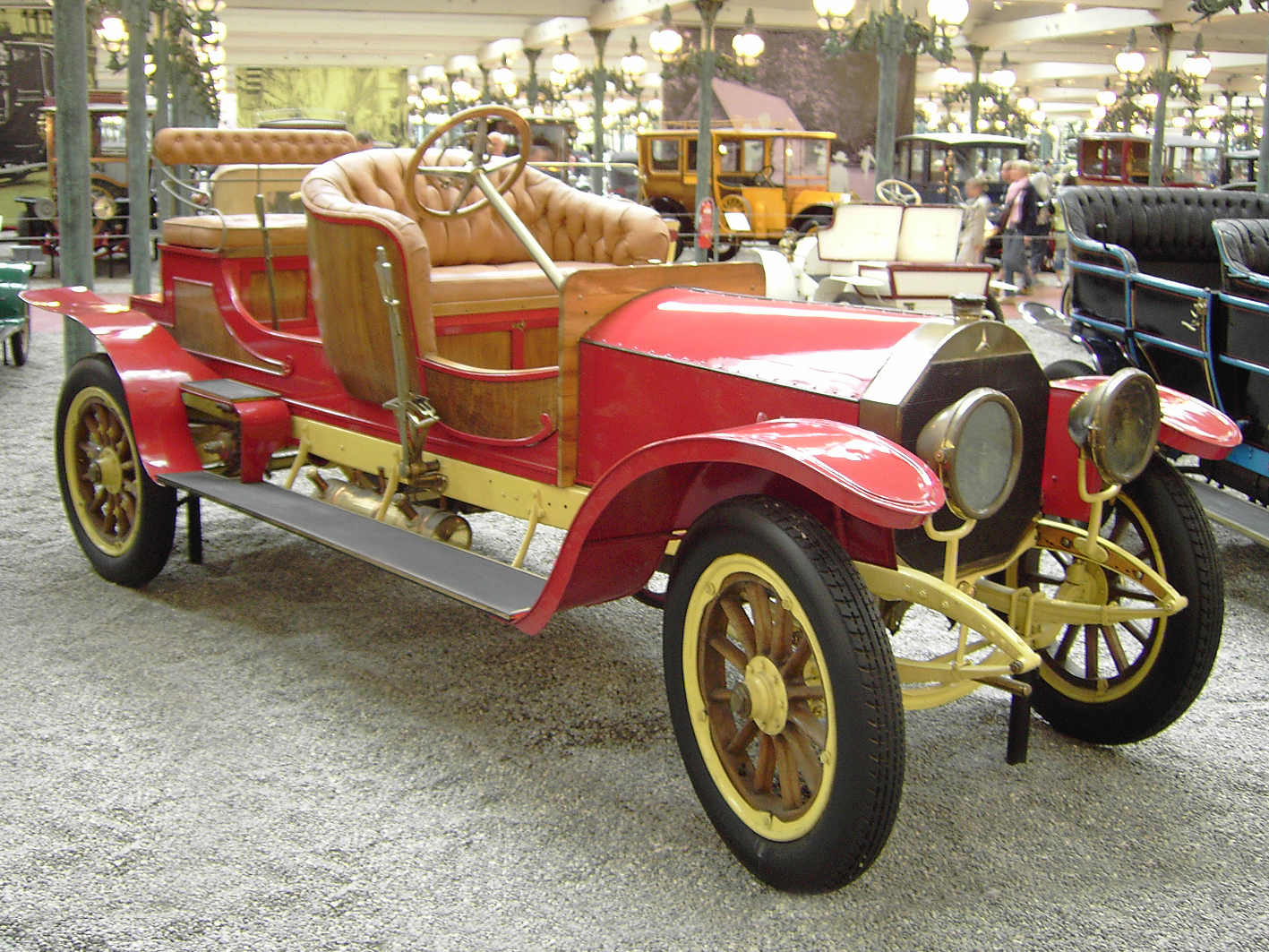
Mercedes Double Phaeton z 1905 r.

Faeton (phaeton) – typ nadwozia samochodowego z otwartym dachem i z dwoma siedzeniami lub większą liczbą siedzeń w innych odmianach. 
W motoryzacji na początku XX wieku termin ten zastąpił dotychczasowe określenie baquet. W Europie w latach 30. XX wieku był synonimem amerykańskich nazw convertible sedan i convertible phaéton. Dla pojazdów czteromiejscowych z dwoma rzędami siedzeń stosowano określenie double phaeton. Początkowo nadwozia takie były bez drzwiczek, później z drzwiczkami dla tylnego rzędu, a następnie także przedniego rzędu siedzeń. Istniały też nadwozia sześcioosobowe z trzema rzędami siedzeń (z przedłużoną ramą podwozia) – triple phaeton. Nadwozie double phaeton było najpopularniejszym typem nadwozia w pierwszym dziesięcioleciu XX wieku, później wyparte przez również otwarte nadwozie torpedo. Rozróżnienie między nimi nie jest jednak konsekwentnie stosowane i nazwę phaeton spotyka się także dla późniejszych otwartych nadwozi.
Faeton miał charakter pojazdu spacerowo-wycieczkowego, dlatego w USA nosił potoczną nazwę runabout. Od późniejszych rozpowszechnionych nadwozi typu kabriolet różnił się jedynie lekką ochroną pasażerów przed wpływami atmosfery, bez bocznych okien; niekiedy, zwłaszcza w starszych konstrukcjach, konstruowany z niewielkimi ściankami bocznymi i bez przedniej szyby.
Nazwa nawiązywała do lekkiego odkrytego powozu spacerowego używanego w XVIII-XIX wieku. 